# Загорье (Светлогорский район)
Заго́рье (бел. Загор’е) — агрогородок в Давыдовском сельсовете Светлогорского района Гомельской области Белоруссии.

## География

### Расположение
В 20 км на юго-запад от Светлогорска, 5 км от железнодорожной платформы Узнаж (на линии Жлобин — Калинковичи), 121 км от Гомеля.

## Транспортная сеть
Автодорога связывает деревню со Светлогорском. Планировка состоит из прямолинейной меридиональной улицы, к которой с юго-востока присоединяется короткая улица. Застройка двусторонняя, деревянная, усадебного типа.

## История
Согласно письменным источникам известна с XIX века как селение в Карповичской волости Речицкого уезда Минской губернии. В 1879 году обозначена в составе Евтушковичского церковного прихода. Согласно переписи 1897 года действовал хлебозапасный магазин.
В 1930 году организован колхоз «Ударник», работала кузница.

## Население

### Численность
- 2004 год — 98 хозяйств, 290 жителей

### Динамика
- 1897 год — 10 дворов 75 жителей (согласно переписи)
- 1908 год — 31 двор, 170 жителей
- 1925 год — 43 двора
- 1959 год — 276 жителей (согласно переписи)
- 2004 год — 98 хозяйств, 290 жителей